# Ферри II де Водемон

Герб графов Лотарингских-Водемон

Ферри II де Водемон (фр. Ferry II de Vaudémont; около 1417, неизвестно — 31 августа 1470, Жуанвиль) — граф де Водемон и сеньор де Жуанвиль с 1458, сын Антуана де Водемон и Марии д’Аркур, графини Омаль и баронессы д’Эльбёф.

## Биография
В 1431 году умер герцог Лотарингии Карл II. У него не было сыновей, а единственная дочь, Изабелла, вышла замуж за Рене Анжуйского, герцога Анжу и титулярного короля Неаполя, который и унаследовал на правах жены титул герцога Лотарингии. Отец Ферри, граф Антуан де Водемон, племянник покойного Карла II, попытался оспорить права на герцогство, однако император Сигизмунд встал на сторону Рене.
Спор за Лотарингию продолжался до 1433 года, когда Антуан и Рене достигли компромисса. Итогом его стал брак между Ферри, наследником Антуана, и Иоландой Анжуйской, дочерью и наследницей Рене. Брак состоялся в 1445 году в Нанси. Их дети должны были в итоге унаследовать Лотарингию.
В 1453 Ферри де Водемон, получивший титулы сеньора Ламбеска, Сюзы и Вербенна, командовал войсками, которые его тесть Рене Анжуйский послал на помощь дофину Людовику в войне с герцогами Савойскими. В 1456 Рене доверил зятю управление герцогством Бар.
В 1458 году умер Антуан де Водемон, после чего Ферри унаследовал его владения, включавшие графство Водемон и ряд сеньорий (Жуанвиль, Руминьи, Бове и Флоренн).
В 1459 году Рене пожаловал Ферри звание генерал-лейтенанта Сицилии с тем, чтобы тот попытался отвоевать для тестя Сицилийское королевство.
Ферри умер в 1470 году в Жуанвиле. Его владения унаследовал сын - Рене, который после смерти Рене Анжуйского в 1473 году получил Лотарингию и Бар.

## Брак и дети
Жена: с 1445 (Нанси) Иоланда Анжуйская (2 ноября 1428 — 23 февраля 1484), герцогиня Лотарингии и Бара с 1473
- Пьер (ум. 1451)
- Рене II (1451—1508), граф де Водемон с 1470, герцог Лотарингии и Бара с 1473
- Николя (ум. ок. 1476) — сеньор де Жуанвиль и де Бофремон
- Жанна (1458 — 25 января 1480); муж: с 21 января 1474 Карл IV Анжуйский (ок. 1436 — 11 декабря 1481), граф Мэна и Мортена с 1478, герцог Анжу, граф Прованса и титулярный король Неаполя с 1480
- Маргарита (1463 — 1/2 ноября 1521); муж: с 14 мая 1488 Рене (ок. 1454 — 1 ноября 1492), герцог Алансона и граф Перша с 1478
- Иоланта (ум. 21 мая 1500); муж: с 3/13 ноября 1497 Вильгельм II Средний (29 апреля 1469 — 11 июля 1509), ландграф Гессен-Касселя с 1493, ландграф Гессена с 1500